# Ziya Məmmədov

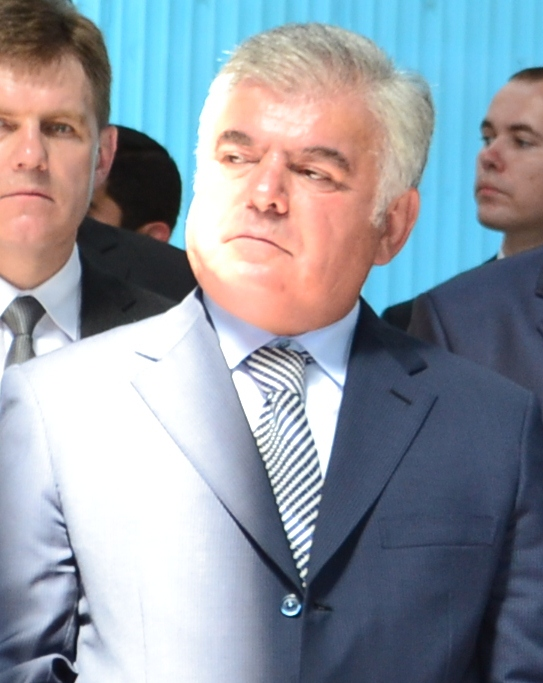
Ziya Məmmədov

Ziya Ərzuman oğlu Məmmədov, eingedeutscht Sija Mämmädow (* 28. April 1952 in Ucar, Aserbaidschanische Sozialistische Sowjetrepublik, UdSSR) ist ein aserbaidschanischer Politiker im Ruhestand. Er war von 2002 bis 2017 Verkehrsminister Aserbaidschans.

## Biographie
Məmmədovs berufliche Laufbahn begann 1971 als Assistent eines Eisenbahningenieurs. Anschließend arbeitete er als Fahrer der Elektrolokomotive. Zwischen 1981 und 1983 war Məmmədov als Vorsitzender des Depotgewerkschaftskomitees tätig. 1988 absolvierte er das Institut für Eisenbahningenieure in Rostow am Don (heute Rostower Staatliche Verkehrsuniversität).
1989 wurde Məmmədov zum Chef des Lokomotivdepots der Stadt Gəncə befördert. Nach zweijähriger Tätigkeit stieg er zum Leiter des Lokomotivdienstes der staatlichen Eisenbahngesellschaft Azərbaycan Dəmir Yolları auf.
Von 1993 bis 1996 bekleidete Məmmədov zunächst den Posten des stellvertretenden, anschließend von 1996 bis 2002 die Funktion des Leiters von Azərbaycan Dəmir Yolları, bevor er zum Verkehrsminister von Aserbaidschan ernannt wurde.

## Kritik
In seiner Rolle als Verkehrsminister knüpfte Məmmədov enge Kontakte zu sogenannten „Derwischen“, einer einflussreichen Familie, die die Führungspositionen in der iranischen Revolutionsgarde innehaben soll. Mindestens acht Transportverträge, darunter die Konstruktion der Baku-Astara Autobahn, wurden an diese Familie vergeben.
Die Enthüllungen von WikiLeaks stufen Məmmədov selbst für aserbaidschanische Verhältnisse als „notorisch korrupt“ ein. In aserbaidschanischen Medien und der Öffentlichkeit wurde dem Məmmədov-Clan immer wieder der Korruption, Verschwendung der öffentlichen Gelder für einen luxuriösen Lebensstil etc. beschuldigt und kritisiert. Ziya und sein Sohn Anar waren außerdem in die Errichtungspläne von Trump International Hotel & Tower Baku, einem 2008 initiierten, jedoch nicht vollendeten Bauprojekt, involviert.
Das kolossale Business-Imperium von Məmmədov begann ab Februar 2014 sukzessive zu „zerbröseln“, nachdem er beim Präsidenten İlham Əliyev in Ungnade fiel. Die Befugnisse des Verkehrsministeriums wurden mit der Zeit abgebaut. Mit seiner Entlassung Anfang 2017 wurde das „Verkehrsministerium“ in „Ministerium für Verkehr, Kommunikation und Hochtechnologien“ umbenannt.